# Селямет I Герай
Селяме́т I Гера́й (Гире́й) (крым. I Selâmet Geray, ١ سلامت كراى‎) — хан Крыма в 1608-1610 годах из династии Гераев, младший сын крымского хана Девлета I Герая, дядя и преемник Тохтамыша Герая.

## Биография
В конфликте своих старших братьев, крымского хана Мехмеда II Герая и калги Алпа Герая, Селямет Герай занимал сторону последнего. В 1581 году братья Селямет и Алп Гераи, поссорившись со своим старшим братом, крымским ханом Мехмедом Гераем, бежали из Крыма. Царевичи отправились в турецкие владения, чтобы пожаловаться османскому султану Мураду III на действия хана. Однако по пути они были захвачены в плен украинскими казаками и доставлены в Черкассы. Крымский хан Мехмед Герай отправил посольство к казакам, предлагая им большой выкуп за выдачу своих беглых братьев. Весной 1582 года царевичи Алп и Селямет Гераи были освобождены и вместе с польским посольством выехали в Стамбул, где добились поддержки при султанском дворе. Осенью того же года крымский хан Мехмед Герай примирился с младшими братьями и разрешил им вернуться в Крым. Алп Герай получил должность калги.
Весной 1584 года крымский хан Мехмед Герай собрал большое войско и осадил турецкую крепость Кафу. Османский султан Мурад III отстранил от власти Мехмеда Герая и назначил новым крымским ханом его брата Исляма Герая, длительное время проживавшего в Турции. Ислям II Герай с турецкими отрядом высадился в Кафе. Калга Алп Герай, вместе с младшими братьями Селяметом, Мубараком и Фетихом Гераями, перешел на сторону Исляма Герая. Мехмед Герай, потерявший поддержку знати, вместе с семьей и немногочисленными сторонниками, бежал в Ногайскую Орду. Царевичи Алп, Шакай-Мубарак и Селямет Гераи бросились за ним в погоню. В окрестностях Перекопа свергнутый крымский хан Мехмед Герай был настигнут и убит..
В 1584—1585 годах, во время борьбы крымского хана Исляма Герая со своим племянником Саадетом Гераем, старшим сыном Мехмеда Герая, Селямет Герай поддерживал первого.
Весной 1588 года, после смерти крымского хана Исляма II Герая, калга Алп Герай объявил себя новым ханом и расположился с войском в Аккермане. Селямет Герай, поддержавший Алп Герая, охранял Перекопский перешеек. В апреле в Крыму высадился Газы Герай, назначенный османским султаном новым крымским ханом. Газы Герай занял Бахчисарай и потребовал, чтобы все братья прибыли к нему в ханскую столицу. Калга Алп Герай, опасавшийся за свою жизнь, бежал в Турцию, а нурэддин Шакай Мубарек Герай укрылся в Черкесии. Селямет и Фетих Гераи повиновались приказу и собрались в Бахчисарае. При воцарении Газы II Герая Селямет Герай признал вину в убийстве Мехмед Герая, был прощен и даже назначен калгой. В должности калги он пробыл больше месяца. В июне 1588 года в Крым вернулись царевич Сафа Герай (один из сыновей Мехмеда Герая) и многие крымские и ногайские мурзы, получившие помилование от Газы Герая. Вскоре между Сафа Гераем и Селяметом Гераем произошла ссора. Калга Селямет Герай и мурза Али-бей Ширинский (Ширин), опасаясь за свои жизни, бежали в Кафу. Сам Селямет Герай заявлял тогда: «Я бежал не от хана, а от недругов своих: приехал к хану Сафа Герай-султан и Арсланей-мирза, и множество ногайских мирз, а ведь мы у Сафы Герай-султана отца убили, а у Арсланай-мирзы — брата, Эсени-бея… А от смерти кто же не побежит!». Крымский хан Газы Герай потребовал выдачи беглецов, но кафинский паша отказался. Новым калгой был назначен другой брат Фетих Герай.
В 1596—1601 годах при Фетихе I Герае и в начале второго правления Газы II Герая Селямет Герай снова пребывал в Крыму в чине калги, но во время репрессий Газы II Герая против пособников Фетиха I Герая вторично покинул страну.
В июне 1601 года, по приказу Газы Герая, его гвардейцы застрелили на празднике Курбан-байрам нурэддина Девлета Герая и ширинского бея Кутлу-Герая, готовивших заговор против хана. Царевичи Мехмед и Шахин Гераи, младшие братья Девлета Герая, бежали из Крыма в Турцию и в Черкесию. Газы Герай стал подозревать калгу Селямет Герая в измене. В сентябре того же 1601 года Селямет Герай бежал из Крыма в Аккерман, а оттуда перебрался в Османскую империю. Крымский хан Газы Герай потребовал от султана, чтобы он либо выдал беглеца в Крым, либо казнил его сам. Султан отказался, но пообещал, что отправит царевича в дальнюю ссылку.
Селямет Герай был отправлен в ссылку в Анатолию, где в это время подняли мятеж против султана Кара-Языджи и Дели-Хасан. Крымский царевич присоединился к повстанцам. После разгрома восстания Селмяет попросил прощения у султана и получил помилование. Ему была дарована жизнь, но отнята свобода — следующие семь лет Селямет Герай провел в стамбульской крепости Еди-Куле.
В конце 1607 года крымский хан Газы II Герай скончался, назначив своим наследником старшего сына и калгу Тохтамыш Герая. Крупные крымские беи в Бахчисарае подтвердили волю хана Газы, избрав новым ханом Тохтамыша Герая. Это назначение не было согласовано с османским султаном. Весной 1608 года крымское посольство прибыло в Стамбул, известило султана Ахмеда I об избрании на ханский трон Тохтамыша и попросило утвердить его назначение. Но османский падишах отказался издать соответствующий указ.
В апреле 1608 года 50-летний Селямет Герай, просидевший семь лет в темнице в Еди-Куле, был освобожден и доставлен в Стамбул, где султан Ахмед I объявил его новым крымским ханом. Калгой был назначен Мехмед Герай, племянник и соратник Селямета. Новый хан отплыл по морю в Крым, а калга с отрядом янычар отправился по суше. Между тем, хан Тохтамыш Герай и калга Сефер Герай, сыновья Газы Герая, со своей свитой отправились сушей в Стамбул. На берегу реки Южный Буг (татары именуют её: Ак-Су) Мехмед Герай с янычарами напал на сыновей Газы Герая, которые были убиты.
Селямет Герай прибыл в Крым и отправился в Бахчисарай, где вступил на ханский престол. Крымские беи вынуждены были подчиниться султанскому указу. Утвердившись на престоле, Селямет-Гирей назначил калгой своего племянника Мехмеда Герая, а нурэддином стал его другой его племянник Шахин Герай, прибывший в Крым из Черкесии. Вместе с Шахином Гераем, в Крым вернулись царевичи Джанибек и Девлет Гераи (сыновья Шакай-Мубарака Герая) со своей матерью Дур-бике. Крымский хан Селямет Герай взял в жены Дур-бике и объявил её детей своими приёмными сыновьями.
В 1609 году братья Мехмед и Шахин организовали неудачный заговор против крымского хана Селямет-Гирея и были вынуждены бежать из Крыма. Селямет-Гирей назначил калгой своего приемного сына Джанибек-Гирея (1609—1610), а нурэддином назначил его младшего брата Девлет-Гирея (1609—1610).
Селямет I Герай правил чуть более двух лет, не встретив сопротивления своему воцарению и пребывая в мире со знатью. Имел столкновения лишь со своими калгой и нурэддином — Мехмедом и Шахином Гераями — но одержал верх и вытеснил их из Крыма в Буджак (степь в междуречье Днестра и Дуная).
Селямет Герай, продолжая политику своих предшественников, организовывал грабительские набеги на русские и польские приграничные области.
Крымский хан Селямет Герай имел многочисленное потомство. За несколькими исключениями, все крымские ханы, правившие после 1671 года были потомками Селямета I.
52-летний Селямет Герай скончался в конце мая или начале июня 1610 года. Похоронен в дюрбе (мавзолее), которое находилось в бахчисарайском квартале Хамушан. Дюрбе не сохранилось.